# Eva Dickson
Eva Amelie Maria Dickson, född Lindström 8 mars 1905 i Husby-Ärlinghundra församling, Stockholms län, död i 24 mars 1938 i Bagdad, var en svensk äventyrare, rallyförare och författare. Hon var den första kvinna som korsade Sahara med bil. Hon var Sveriges kanske första kvinnliga rallyförare (1925) och den tredje kvinnan i Sverige som tog certifikat som pilot (1923).  
Dickson gjorde en resa per bil från Nairobi till Stockholm 1932 och från Belgien till Calcutta 1937. Hennes resor var mycket uppmärksammade av samtiden, och hon utgav även reseskildringar. Resorna skildrades även kontinuerligt i svensk press under 1930-talet, där hon kallades äventyrerska. 
Dickson var dotter till hippologen Albert Lindström, som var aktiv inom hästavel, och Maria Broman samt sondotter till grosshandlare Julius Lindström. Hon var gift mellan 1925 och 1932 med rallyföraren agronom Olof Dickson och från 1936 med friherre Bror von Blixen-Finecke (första gången gift med Karen Blixen).
Eva Dickson avled i en bilolycka i Bagdad. Hon begravdes i Stockholm den 22 april 1938.